# Kvamsgavlen
Kvamsgavlen (norwegisch für Saumtalgibel) ist ein Felsenkliff im ostantarktischen Königin-Maud-Land. Auf der Ostseite des Alexander-von-Humboldt-Gebirge im Wohlthatmassiv ragt es mit östlicher Ausrichtung am südöstlichen Winkel des Bergkessels Storkvammen auf.
Entdeckt und aus der Luft fotografiert wurde das Kliff bei der Deutschen Antarktischen Expedition 1938/39 unter der Leitung des Polarforschers Alfred Ritscher. Norwegische Kartographen, die es auch benannten, kartierten es anhand von Vermessungen und Luftaufnahmen der Dritten Norwegischen Antarktisexpedition (1956–1960).